# 珍妮佛·華恩絲
珍妮佛·簡·華恩絲（Jennifer Jean Warnes，1947年3月3日—）是美國歌手、詞曲作者、編曲家和唱片製作人，曾在許多電影配樂中負責演唱。她贏得了兩項格萊美獎，分別是1983年的喬·科克爾二重奏《屬於我們的地方》和1988年的比爾·麥德利二重奏《（我已擁有）生命中的時光》。

## 早年生活
華恩絲出生於美國華盛頓州西雅圖，並在加利福尼亞州阿納海姆成長。 她的歌唱願望和能力來得很早；七歲時，她獲得了她的第一張唱片合同，但父親拒絕了。她在教堂和地方選美會上唱歌直到17歲，當時沃恩斯獲得了Immaculate Heart College的opera獎學金。
華恩絲在1960年代中期開始流行瓊·拜亞流行的民間音樂。1968年，在音樂劇院和俱樂部度過了幾年之後，她與Parrot Records（London Records子公司）簽約，並錄製了她的第一張專輯。那年，她參加了電視節目《The Smothers Brothers Comedy Hour》的演員表。 
在她職業生涯的早期，行業顧問建議將她的名字華恩絲改成「沃倫」，但隨後意識到已經有一位名叫珍妮佛·沃倫的女演員。儘管她被認為是著名的演員，都只是簡單地扮演了「珍妮佛」的角色。華恩絲飾演珍妮佛·沃倫（Jennifer Warren）時，她在1968年的專輯《梅森·威廉姆斯的耳朵秀》中為歌手吉他手梅森·威廉姆斯提供二重唱聲。不過她很快就恢復使用原本的姓氏。
1968年11月，華恩絲以「珍妮佛·沃倫」（Jennifer Warren）的名字描繪了加利福尼亞州洛杉磯舞台音樂劇《毛髮》的女主角。 她於1969年6月在倫敦HLU 10278上與英國相關的單曲發行為《珍妮佛》，並帶有《我心渴望的陽光 (電影)|我心渴望的陽光》和《Easy to Be Hard》（美國Parrot標籤）。

## 演唱事業

### 1970年代
1971年，華恩絲遇到了加拿大詞曲作者和詩人李歐納·柯恩，兩人仍然是朋友。她在1972年和1979年與科恩的樂隊一起在歐洲巡演－首先是科恩的專輯《Live Songs》（1973年）、《Recent Songs》（1979年）、《Various Positions》（1985年）、《I'm Your Man》（1988年）、《The Future》（1992年）、《Field Commander Cohen：Tour of 1979》（2001年）和《Old Ideas》（2012年）中的後援歌手，然後是人聲編曲和客串歌手。沃恩斯後來錄製了廣受好評的科恩歌曲發燒友專輯《著名的藍色雨衣》（1987年）。
1972年，沃恩斯發行了她的第三張專輯《珍妮佛》，由約翰·凱爾製作。直到最終於2013年在日本重新發行（Reprise WPCR-14865）。 1976年，沃恩斯發行了專輯《珍妮佛·沃恩斯》（Arista 4062），其中包含她的突破單曲《Right Time of Night》，在《告示牌》百大單曲榜、輕鬆收聽（成人當代音樂）排行榜，1977年《告示牌》百大單曲榜結果於1977年5月發布。
華恩絲為1979年的電影《諾瑪蕊》錄製了歌曲《It Goes Like It Goes》。這首歌獲得了奧斯卡最佳原創歌曲獎。她1979年的單曲《見到我就心痛》，獲得十大Country的熱門歌曲，並在流行音樂和成人當代音樂榜上均進入前20名。

### 1980年代
珍妮佛·華恩絲為1981年的電影《爵士年代》錄製了蘭迪·紐曼作品《一個小時》。這成為她第二次獲得奧斯卡最佳原創歌曲獎提名的歌曲表演。
華恩絲與喬·科克合作錄製了1982年電影《軍官和紳士》的《我們在哪裡》。由芭菲·聖瑪麗、威爾·詹寧斯和傑克·尼切撰寫，這首歌獲得了奧斯卡最佳原創歌曲獎，作為以及金球獎。這首歌還獲得了華恩絲和科克的[[由二重奏或聲樂組合頒發的格萊美最佳流行表演獎]，並以單曲發行，並排名第一運行在《告示牌》百大單曲榜上該產品在美國的銷售量超過200萬，已獲得platinum的認證。同年，她錄製了《美國劇場》、公共電視網製作的《Working》的詹姆士·泰勒的《Millworker》。
1985年，她與B. J. Thomas的歌曲《只要我們彼此相遇》是電視節目《成長的煩惱》的主題。它被用作第二和第三季的開幕主題。在第四季中，這首歌再次與Thomas和Dusty Springfield重新錄製。但是，沃恩斯版本返回了該節目的第五季和第七季（最終）。同年，她為李歐納·柯恩的唱片《Various Positions》錄製了人聲，並在內部小冊子中獲得了與柯恩相等的人聲學分。在1987年發行了李歐納·柯恩的歌曲的讚譽唱片LP後，《著名的藍色雨衣》（Famous Blue Raincoat），科恩為此貢獻了兩個新作品：《First We Take Manhattan》，她以吉他上的史蒂維·雷·沃恩為特色，並飾演《Ain't No Cure for Love》，她為Cohen 1988年的熱門唱片LP《I'm Your Man》，最著名的兩首歌曲《Take This Waltz》和《Song of Song》。
華恩絲與Bill Medley合作為1987年的電影“ Dirty Dancing”錄製了《（I've Had）我一生的時間》。這標誌著沃恩斯（Warnes）演唱的第三首歌獲得了奧斯卡最佳原創歌曲獎，並獲得了Golden Globe Award在同一類別中的第二首歌。這首歌還獲得了Warnes和Medley的雙人組或Vocal組的格萊美獎。它在“廣告牌”百強榜上排名第一，並連續四周在《成人當代》榜上排名第一。
1987年9月30日，在洛杉磯的椰林，她為羅伊·奧比森星光熠熠的電視特別節目《羅伊·奧比森和朋友們，一個黑與白的夜晚獻聲》。

### 1990年代至今
1991年，華恩絲錄製了連儂·麥卡尼（Lennon-McCartney）的歌曲《Golden Slumbers》，與傑克遜·布朗（Jackson Browne）進行了二重唱，該唱片包括在專輯《為我們的孩子們》中，該唱片由迪士尼公司發行，是對兒科艾滋病基金會的一項福利。
華恩絲在1992年6月發行了她的第七張錄音室專輯《The Hunter》。 LP精選了AC＃13單曲《Rock You輕輕地》，還收錄了沃恩斯和李歐納·柯恩共同創作的單曲《深夜之路》。她為1993年的電影《Life With Mikey》錄製了曲目《Cold Enough To Snow》。
2007年8月，Shout Factory Records重新發行了《Famous Blue Raincoat》20週年紀念版，其中包含24頁的小冊子和四首其他歌曲。《獵人》在2009年重新發行，《The Well》在2010年9月重新發行。
所有重製唱片均以高品質的黑膠唱片和24K金唱片發行。《著名的藍色雨衣》發行了四首紅曲。 《獵人》發行時沒有任何獎金。重新發行的《The Well》總共包含14首曲目。其中包括原始版本中以前未發行的兩首歌曲：《La Luna Brilla》，《傻瓜（在您眼中）》和一個額外的獎金選擇《Show Me the Light》（與比爾·麥德利合唱，最初出現在1998年電影原聲《紅鼻子馴鹿魯道夫-電影》中。
華恩絲在2018年發行了她自2001年以來的第一張專輯《另一個時間，另一個地方》。新專輯《Just Breathe》的首張專輯於2018年3月1日發行。這首歌由艾迪·維達創作，最初是由Pearl Jam錄製的。專輯包括10首曲目，其中包括米奇·紐波利的《So Sad》，瑞伊·博納維爾的《I Am The Big Easy》，約翰·傳奇一旦被愛過的新版本。馬克·諾弗勒的《為什麼擔心》、華恩絲本人和Michael Smotherman的《男孩和我》。